# Liste des évêques de Trivento
Cette liste recense les noms des évêques du diocèse de Trivento. 

## Évêques
- Saint Casto (290-304)
- Ferdinando de Milan (mentionné en 390)
- Costanzo (mentionné en 487)
- Respetto (mentionné en 494)
- Lorenzo (mentionné en 495)
- Siracusio (mentionné en 496)
- Savino (mentionné en 498)
- Propinquo (mentionné en 501)
- Grigo (mentionné en 743)
- Valeriano (mentionné en 768)
- Paolo (mentionné en 826)
- Crescenzio (mentionné en 853)
- Domenico (mentionné en 861-877)
  - Leone (mentionné en 946-947), évêque intrus déposé
- Gaydulfo (mentionné en 1001-1015)
- Manfredi (mentionné en 1043)
- Alferio (mentionné en 1084)
- Giovanni I (mentionné 1109 et 1115)
- Giovanni II (mentionné en 1160)
- Raone (1070-1183)
- Anonyme (mentionné en 1186)
- Anonyme (mentionné en 1196 et en 1199)
- Riccardo I † (mentionné en 1208)
- Tommaso † (mentionné en 1222)
- Anonyme (consacré en 1237)
- Riccardo II, O.S.B (1240-1246)
- Nicola, O.S.B (1255 - ?)
  - Odorico (mentionné en 1258 ou 1265), évêque intrus
- Luca, O.F.M (1258-1266), déposé
- Pace (1266 - ?)
- Anonyme (mentionné en 1274)
- Giacomo (1290-1296)
- Natimbene, O.E.S.A (1334-1344)
- Giordano Curti, O.F.M (1344-1348), nommé archevêque de Messine)
- Pietro dell'Aquila, O.F.M (1348 - ? )
- Guglielmo M. Farinerio O.F.M.Conv (1356-1368)
- Francesco De Ruberto (1370-1379)
- Ruggero de Carcasiis (1379 - ?)
  - Pietro Ferillo, O.F.M (1387 - ?), antiévêque
- Giacomo di Gaeta (1409 - ?)
- Giovanni Masi (1431-1451)
- Giacomo De Tertiis, O.S.B (1452 - ? )
- Tommaso Carafa (1473 - ? )
- Bonifacio Troiano (1498 - ?)
- Leonardo Corbera (1498-1502)
- Tommaso Caracciolo (1502-1540)
- Matteo Grifoni, O.S.B (1540-1567)
- Giovanni Fabrizio Sanseverino (1568-1581)
- Giulio Cesare Mariconda, O.F.M (1582-1606)
- Pietro Paolo Bisnetti del Lago, O.F.M (1607-1621)
- Girolamo Costanzo (1623-1627), nommé archevêque de Capoue
  - Siège vacant (1627-1630)
- Martín de León y Cárdenas, O.S.A (1630-1631), nommé évêque de Pouzzoles
- Carlo Scaglia, C.R.S.G.A (1631-1645)
- Giovanni Capaccio (1646-1652)
- Juan De La Cruz, O.F.M (1653-1653)
- Giovanni Battista Ferruzza, C.O (1655-1658)
- Vincenzo Lanfranchi, C.R (1660-1665), nommé évêque d'Acerenza et Matera
- Ambrogio Piccolomini, O.S.B.Oliv (1666-1675), nommé archevêque d'Otrante
  - Siège vacant (1675-1679)
- Diego Ibáñez de la Madrid y Bustamante (1679-1684), nommé évêque de Pouzzoles
- Antonio Tortorelli, O.F.M (1684-1715)
- Alfonso Mariconda, O.S.B (1717-1730), nommé archevêque d'Acerenza et Matera
- Fortunato Palumbo, O.S.B.Cel (1730-1753)
- Giuseppe Maria Carafa Spinola, C.R (1754-1756), nommé évêque de Mileto
- Giuseppe Pitocco (1756-1771)
- Gioacchino Paglione (1771-1790)
- Luca Nicola De Luca (1792-1819)
- Bernardino Avolio, O.F.M.Cap (1820-1821)
- Giovanni De Simone (1822-1826), nommé évêque de Conversano
- Michele Arcangelo Del Forno (1827-1830)
- Antonio Perchiacca (1832-1836)
- Benedetto Terenzio (1837-1854)
- Luigi Agazio (1854-1887)
- Domenico Tempesta, O.F.M.Ref (1887-1891), nommé évêque de Troia
- Giulio Vaccaro (1891-1896), nommé évêque coadjuteur de Trani e Barletta
- Carlo Pietropaoli (1897-1913)
- Antonio Lega (1914-1921), nommé archevêque coadjuteur de Ravenne
- Geremia Pascucci (1922-1926)
- Attilio Adinolfi (1928-1931), nommé évêque d'Anagni
- Giovanni Giorgis (1931-1937), nommé évêque de Fiesole
- Epimenio Giannico (1937-1957)
- Pio Augusto Crivellari, O.F.M (1958-1966)
  - Siège vacant (1966-1972)
- Achille Palmerini (1972-1975)
- Enzio d'Antonio (1975-1977)
- Antonio Valentini (1977-1984), nommé archevêque de Chieti
- Antonio Santucci (1985-2005)
- Domenico Angelo Scotti (2005-2017)
- Claudio Palumbo (2017-2024), nommé évêque de Termoli-Larino
- Camillo Cibotti (2025-)